# België op de Olympische Winterspelen 1924
Tijdens de eerste Olympische Winterspelen in 1924 die in Chamonix-Mont-Blanc werden gehouden nam België deel. 
Van de 31 ingeschreven sporters namen achttien deelnemers namens België deel bij het bobsleeën, kunstrijden, schaatsen en ijshockey, waaronder één vrouw, Geraldine Herbos, bij het kunstrijden.
De vijfmansbob veroverde voor België de eerste medaille op de Winterspelen. België eindigde daarmee op de tiende plaats in het medailleklassement
Zes deelnemers namen voor de tweede keer deel aan de Olympische Spelen, op de Zomerspelen van 1920 in Antwerpen waren het kunstrijdpaar Geraldine Herbos en Georges Wagemans en de ijshockeyers François Franck, Louis De Ridder, Philippe Van Volckxsom en Gaston Van Volxem ook present.
Vier deelnemers namen in twee sporten deel, Paul Van den Broeck en Victor Verschueren (bobsleeën/ijshockey) en Louis De Ridder en Philippe van Volckxsom (schaatsen/ijshockey).

## Medailles
| Sport     | Olympiër      | Discipline | Medaille |
| --------- | ------------- | ---------- | -------- |
| Bobsleeën | team België I | 5-mansbob  | Brons    |

## Deelnemers en resultaten

### Bobsleeën
| Olympiërs (deelname)                                                                                      | Discipline         | Resultaat | Prestatie                                                                   |
| --- | ------------------ | --------- | --------------------------------------------------------------------------- |
| Paul Van Den Broeck * (1) René Mortiaux (1) Charles Mulder (1) Victor Verschueren * (1) Henri Willems (1) | 5-mansbob België I | Brons     | run 1: 1.29,89 run 2: 1.34,22 run 3: 1.29,98 run 4: 1.28,20 totaal: 6.02,29 |

### Kunstrijden
| Olympiërs (deelname)                      | Discipline | Resultaat | Prestatie                    |
| ----------------------------------------- | ---------- | --------- | ---------------------------- |
| Freddy Mésot                              | Mannen     | 9e        | pc. 54 totaal: 266,18 punten |
| Géraldine Herbos (2) Georges Wagemans (2) | Paren      | 5e        | pc. 37 totaal: 8,82 punten   |

### Schaatsen
| Olympiërs (deelname)         | Discipline | Resultaat | Prestatie |
| ---------------------------- | ---------- | --------- | --------- |
| Gaston Van Hazebroeck (1)    | 500 m      | 22e       | 55,8      |
| Gaston Van Hazebroeck (1)    | 1500 m     | 17e       | 2.54,8    |
| Gaston Van Hazebroeck (1)    | 5000 m     | 17e       | 10.13,8   |
| Marcel Moens (1)             | 500 m      | 26e       | 1.02,2    |
| Marcel Moens (1)             | 1500 m     | 21e       | 3.16,8    |
| Marcel Moens (1)             | 5000 m     | 21e       | 11.30,4   |
| Louis De Ridder * (2)        | 500 m      | 19e       | 52,8      |
| Louis De Ridder * (2)        | 1500 m     | 19e       | 3.01,8    |
| Philippe Van Volckxsom * (2) | 500 m      | 23e       | 56,4      |
| Philippe Van Volckxsom * (2) | 1500 m     | 20e       | 3.14,6    |

### IJshockey
| Olympiërs (deelname) | Discipline | Resultaat | Prestatie                                                                                              |
| --- | ---------- | --------- | --- |
| Olympisch team * (2) | mannen     | 8e        | groep B: 4e 0 - 19 België - Verenigde Staten 3 - 19 België - Groot-Brittannië 5 - 7 België - Frankrijk |
| * Paul Van Den Broeck, Victor Verschueren, Louis De Ridder, Philippe Van Volckxsom Francois Franck (2), Gaston Van Volxem (2), Andre Poplimont (aanvoerder), Henri Louette, Ferdinand Rudolph, Carlos Vandendriessche |            |           | |

- De volgende reserves bij het ijshockey kwamen niet in actie op de spelen: J. Boset, H. Chotteau, L. Clement, G. De Craecker, J. De Crane, L. Goethals, W. Kreitz, A. Van Hinderdael.

België · Canada · Finland · Frankrijk · Groot-Brittannië · Hongarije · Italië · Joegoslavië · Letland · Noorwegen · Oostenrijk · Polen · Tsjecho-Slowakije · Verenigde Staten · Zweden · Zwitserland